# Patrick Strzoda

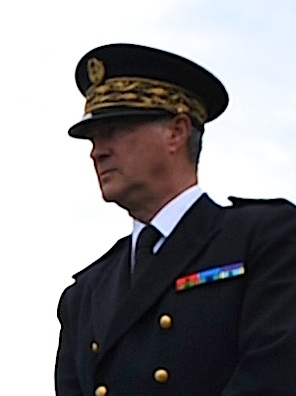
Patrick Strzoda (2014)

Patrick Strzoda (Aussprache [patʁ⁠ik stʁo⁠da]; * 5. Januar 1952 in Thann, Département Haut-Rhin) ist ein französischer Verwaltungsbeamter. Er war Präfekt verschiedener Départements und zuletzt von 2017 bis 2024 Büroleiter des Staatspräsidenten Emmanuel Macron sowie dessen persönlicher Vertreter in Andorra.

## Leben
Strzoda studierte an der Universität der Franche-Comté, an der er eine Licence in Anglistik erhielt, und an der Universität Straßburg, wo er mit einer Licence in Rechtswissenschaft abschloss. 1975 wurde er als Berater für Schul- und Universitätsverwaltung im Ministerium für nationale Bildung. Von 1983 bis 1985 studierte er an der École nationale d’administration (ENA), wo er zusammen mit François Asselineau, Richard Descoings und Marc Lambron zum Abschlussjahrgang Léonard de Vinci gehörte. 
Anschließend wurde Strzoda als Verwaltungsbeamter in den französischen Staatsdienst übernommen. Von 1985 bis 1987 war er Büroleiter (Directeur de cabinet) des Präfekten von Dordogne. Danach war er von 1987 bis 1989 Unterpräfekt des Arrondissement Saint-Jean-de-Maurienne im Département Savoie. Von 1989 bis 1992 war er Generalsekretär des Organisationskomitees für die Olympischen Winterspiele 1992 in Albertville. Von 1992 bis 1994 war er Generalsekretär der Präfektur von Drôme. Von 1995 bis 1996 war er Unterpräfekt im Arrondissement Arles (Département Bouches-du-Rhône). 1996 wurde er Leiter der Abteilung für Information und Öffentlichkeitsarbeit des französischen Innenministeriums. 1997 wechselte er auf den Posten des Generalsekretärs für regionale Angelegenheiten der Regionalpräfektur von Rhône-Alpes mit Sitz in Lyon. 
Dieses Amt bekleidete Strzoda bis 2002, als er Präfekt von Hautes-Alpes wurde. Dort amtierte er bis 2004. Von 2004 bis 2005 war er Präfekt von Deux-Sèvres. Danach war Strzoda als abgeordneter Präfekt von 2006 bis 2007 Generaldirektor der Verwaltung des Generalrats von Savoie sowie 2008 Generaldirektor im öffentlichen Planungs- und Bauamtes des Départements Rhône. Von 2009 bis 2011 war er Präfekt von Hauts-de-Seine, von 2011 bis 2013 Präfekt von Corse-du-Sud und zugleich Regionalpräfekt von Korsika, einer Region mit Sonderstatus. 2013 wurde er zum Regionalpräfekten der Bretagne, zum Präfekten der Verteidigungs- und Sicherheitszone West und zum Präfekten von Ille-et-Vilaine ernannt. 2016 wurde er Stabschef (Directeur de cabinet) des Innenministers Bernard Cazeneuve. Als Cazeneuve im Dezember 2016 Premierminister wurde, wurde Strzoda zum Stabschef des Premierministers ernannt.
Im April 2016 wurde er mit Wirkung vom 16. Mai 2017 zum Präfekt von Paris und zum Regionalpräfekt der Île-de-France, ernannt. Bevor er diese Ämter antreten konnte, ernannte ihn jedoch Emmanuel Macron am 14. Mai 2017 zum Stabschef (Directeur de cabinet) des Präsidenten der Republik. Dieses Amt übte er seit dem 15. Mai 2017 bis zum 1. Januar 2024 aus. Zudem fungierte er als persönlicher Repräsentant Macrons in dessen Rolle als Kofürst von Andorra.

## Auszeichnungen
- 1993: Ritter des Ordre national du Mérite[5]
- 2002: Ritter der Ehrenlegion[6]
- 2011: Offizier der Ehrenlegion[6]
- 2014: Offizier des Seeverdienstorden[7]
- 2015: Komtur des Ordre national du Mérite (Kategorie C)[5]
- Ritter des Ordre des Palmes Académiques[8]
- Offizier des Ordre du Mérite agricole[8]
- Médaille de la jeunesse, des sports et de l'engagement associatif[8]